# Liste des édifices labellisés « Maisons des Illustres » en Auvergne-Rhône-Alpes
Cet article recense les édifices possédant le label « Maisons des Illustres » en Auvergne-Rhône-Alpes, en France. 
Au début 2024, la région compte 19 édifices ainsi labellisés.

## Liste
| Édifice                                    | Personnalité                     | Département | Commune                  | Référence | Protection        | Coordonnées                 | Photo |
| ------------------------------------------ | -------------------------------- | ----------- | ------------------------ | --------- | ----------------- | --------------------------- | ----- |
| Presbytère du Curé d'Ars                   | Jean-Marie Vianney               | Ain         | Ars-sur-Formans          | MI147     | Inscrit MH (1966) | 45° 59′ 34″ N, 4° 49′ 20″ E |       |
| Maison de Saint-Vincent-de-Paul            | Vincent de Paul                  | Ain         | Châtillon-sur-Chalaronne | MI150     |                   | 46° 07′ 25″ N, 4° 57′ 35″ E |       |
| Château de Voltaire                        | Voltaire                         | Ain         | Ferney-Voltaire          | MI151     | Classé MH (1958)  | 46° 15′ 27″ N, 6° 06′ 13″ E |       |
| Musée Charles-Louis Philippe               | Charles-Louis Philippe           | Allier      | Cérilly                  | MI017     |                   | 46° 37′ 04″ N, 2° 49′ 24″ E |       |
| Musée Émile-Guillaumin                     | Émile Guillaumin                 | Allier      | Ygrande                  | MI018     |                   | 46° 33′ 17″ N, 2° 57′ 11″ E |       |
| Musée des Papeteries Canson et Montgolfier | Joseph et Étienne de Montgolfier | Ardèche     | Davézieux                | MI148     | Inscrit MH (2012) | 45° 15′ 16″ N, 4° 40′ 48″ E |       |
| Château du Pradel                          | Olivier de Serres                | Ardèche     | Mirabel                  | MI149     | Inscrit MH (1997) | 44° 35′ 41″ N, 4° 29′ 58″ E |       |
| Palais idéal - Villa Alicius               | Ferdinand Cheval                 | Drôme       | Hauterives               | MI152     | Classé MH (1969)  | 45° 15′ 21″ N, 5° 01′ 40″ E |       |
| Manoir des Deux Mondes                     | Gilbert du Motier de La Fayette  | Haute-Loire | Paulhaguet               | MI019     |                   | 45° 12′ 24″ N, 3° 30′ 55″ E |       |
| Musée Hector-Berlioz                       | Hector Berlioz                   | Isère       | La Côte-Saint-André      | MI153     | Classé MH (1942)  | 45° 23′ 36″ N, 5° 15′ 40″ E |       |
| Appartement du docteur Gagnon              | Stendhal                         | Isère       | Grenoble                 | MI154     | Inscrit MH (2000) | 45° 11′ 30″ N, 5° 43′ 39″ E |       |
| Maison Ravier                              | François-Auguste Ravier          | Isère       | Morestel                 | MI146     |                   | 45° 40′ 32″ N, 5° 28′ 14″ E |       |
| Musée Hébert                               | Ernest Hébert                    | Isère       | La Tronche               | MI145     | Inscrit MH (1942) | 45° 12′ 20″ N, 5° 45′ 05″ E |       |
| Château de la Bâtie d'Urfé                 | Honoré d'Urfé                    | Loire       | Saint-Étienne-le-Molard  | MI158     | Classé MH (1912)  | 45° 43′ 39″ N, 4° 04′ 43″ E |       |
| Maison du docteur Dugoujon                 | Jean Moulin                      | Rhône       | Caluire-et-Cuire         | MI155     | Classé MH (1990)  | 45° 47′ 57″ N, 4° 50′ 45″ E |       |
| Villa Lumière                              | Auguste et Louis Lumière         | Rhône       | Lyon                     | MI156     | Inscrit MH (1986) | 45° 44′ 42″ N, 4° 52′ 15″ E |       |
| Musée Ampère                               | André-Marie Ampère               | Rhône       | Poleymieux-au-Mont-d'Or  | MI193     |                   | 45° 51′ 15″ N, 4° 47′ 57″ E |       |
| Musée Claude-Bernard                       | Claude Bernard                   | Rhône       | Saint-Julien             | MI207     |                   | 46° 01′ 25″ N, 4° 39′ 18″ E |       |
| Les Charmettes                             | Jean-Jacques Rousseau            | Savoie      | Chambéry                 | MI157     | Classé MH (1905)  | 45° 33′ 12″ N, 5° 55′ 47″ E |       |